# Lynden Edhart
Lynden Edhart (Den Haag, 4 oktober 2005) is een Nederlands voetballer die doorgaans als aanvaller (vleugelspeler) voor Jong FC Utrecht speelt.

## Clubcarrière

### Jeugd
Via de jeugd van Haaglandia, Sparta Rotterdam en SV DSO kwam Edhart in 2019 in de jeugdopleiding van ADO Den Haag terecht. Daar tekende hij in 2020 zijn eerste profcontract. Hij was op dat moment de jongste speler met een profcontract uit de geschiedenis van de Haagse voetbalclub.

### Jong FC Utrecht
In juni 2022 werd bekend dat Edhart de overstap naar FC Utrecht zou gaan maken. Daar tekende hij een contract tot medio 2024, inclusief een optie voor één extra seizoen. Waar hij bij ADO Den Haag nog uitkwam in de jeugd voor ADO Den Haag Onder 18, sloot hij vanaf de start van het seizoen 2022/23 aan bij Jong FC Utrecht.
In de voorbereiding op dat seizoen maakte hij in de met 3–0 gewonnen oefenwedstrijd tegen Borussia Mönchengladbach II zijn officieuze debuut voor Jong FC Utrecht. In de opvolgende oefenwedstrijd tegen Jong Zeeland was hij voor het eerst trefzeker en nam hij in de laatste minuut van de officiële speeltijd de 0–6 voor zijn rekening. De wedstrijd eindigde hierdoor in een 0–6 overwinning voor Jong FC Utrecht. Ook in de andere oefenwedstrijden kreeg Edhart speelminuten.
Op 5 augustus 2022 maakte hij zijn officiële debuut voor Jong FC Utrecht in de competitiewedstrijd tegen Top Oss. In minuut 69 verving hij debutant Gibson Yah.
Op 30 september 2022 scoorde hij als zestienjarige in de uitwedstrijd tegen Telstar zijn eerste officiële goal voor Jong FC Utrecht. 
Door zijn positieve ontwikkeling zat Edhart in februari 2023 bij de wedstrijdselectie van het eerste elftal.  Hij zat op de bank bij de bekerwedstrijd tegen AZ op 7 februari 2023 en op 12 februari 2023 bij de competitiewedstrijd tegen Vitesse. Beide wedstrijden heeft hij geen minuten gemaakt. Als afsluiter van het seizoen scoorde Edhart in de allerlaatste competitiewedstrijd thuis tegen VVV Venlo in de 89e minuut de zwaarbevochte gelijkmaker 1-1.

## Clubstatistieken
| Seizoen    | Club            | Competitie     | Competitie | Competitie | Totaal | Totaal |
| Seizoen    | Club            | Competitie     | Wed.       | Dlp.       | Wed.   | Dlp.   |
| ---------- | --------------- | -------------- | ---------- | ---------- | ------ | ------ |
| 2022/23    | Jong FC Utrecht | Eerste divisie | 30         | 2          | 0      | 0      |
| 2022/23    | FC Utrecht      | Eredivisie     | 0          | 0          | 0      | 0      |
| 2023/24    | Jong FC Utrecht | Eerste divisie | 23         | 4          | 0      | 0      |
| 2023/24    | FC Utrecht      | Eredivisie     | 0          | 0          | 0      | 0      |
| 2024/25    | Jong FC Utrecht | Eerste divisie | 20         | 2          |        |        |
| Clubtotaal | Clubtotaal      | Clubtotaal     | 73         | 8          | 0      | 0      |

## Interlandcarrière
Edhart maakte meerdere keren deel uit van de voorselecties voor Nederland onder 17. Tot een definitieve selectie en een debuut kwam het echter niet. In maart 2023 wordt Edhart opgeroepen voor het nationaal jeugdelftal Nederland onder 18. Samen met teamgenoten Wessel Kooy en Jesse van de Haar speelde hij mee voor de Football Federations Cup in de Verenigde Arabische Emiraten. Edhart kwam hier in actie tijdens de wedstrijden tegen de Verenigde Arabische Emiraten en Mexico. In oktober 2023 werd Edhart opgeroepen voor een trainingskamp met Nederland onder 19. In Marbella werd een drietal vriendschappelijke wedstrijden gespeeld tegen respectievelijk Zwitserland, Australië en België. Edhart startte als linksbuiten in de gewonnen wedstrijd tegen Zwitserland en mocht Ezechiel Banzuzi in de gewonnen wedstrijd tegen België in de 77e minuut aflossen.